# Menonvillea filifolia
Menonvillea filifolia är en korsblommig växtart som beskrevs av Fisch. och Carl Anton von Meyer. Menonvillea filifolia ingår i släktet Menonvillea och familjen korsblommiga växter.

## Underarter
Arten delas in i följande underarter:
- M. f. filifolia
- M. f. marticorenae